# Лехавот-ха-Башан
Лехавот-ха-Башан (ивр. להבות הבשן‎) — израильский кибуц, расположенный в долине Хула в десяти километрах к юго-востоку от города Кирьят-Шмона. Административно входит в состав регионального совета Ха-Галиль-ха-Элион (Верхняя Галилея, Северный округ Израиля). Основан в 1945 году, основа экономики — сельское хозяйство (фруктовые плантации, мясное животноводство, рыбоводство), индустрия туризма, производство противопожарного оборудования. Население в 2020 году — 915 человек.

## География
Кибуц расположен в Северном округе Израиля, в Верхней Галилее, в долине Хулы у подножия Голанских высот, в 10 км юго-восточнее Кирьят-Шмоны. Время езды автомобилем до Кирьят-Шмоны — 12, до Хацор-ха-Глилита и Рош-Пины — 25, до Цфата — 40 минут. Административно относится к региональному совету Ха-Галиль-ха-Элион.

## История
В 1940 году в Каркуре (близ Гедеры) была сформирована поселенческая группа численностью 38 человек. В их числе была еврейская молодёжь, вывезенная из Европы в рамках молодёжной алии и проживавшая в кибуце Мишмар-ха-Эмек, и воспитанники движения «Ха-шомер ха-цаир» из Афикима, прибывшие в подмандатную Палестину из Германии накануне начала Второй мировой войны. От момента создания группы до выделения ей земли для поселения прошли пять лет, и в итоге кибуц был заложен 2 ноября 1945 года, в годовщину декларации Бальфура. Для нового поселения было отведено место в 2 км юго-западнее кибуца Шамир, недалеко от границы подмандатной Палестины с Сирией. Оно получило название Лехавот-ха-Башан; первая часть имени была переводом на иврит названия романа Станислава Бжозовского «Пламя», пользовавшегося популярностью у сионистской молодёжи, а вторая — одним из названий Голанских высот, у подножия которых расположился кибуц.
Первоначально постройки кибуца располагались на холме неподалёку от арабской деревни Хиам-аль-Валид, но спустя два года по соображениям безопасности и ввиду нехватки питьевой воды поселение переместилось в долину, где располагается с тех пор. 13 января 1948 года, вскоре после решения ООН о разделе Палестины, Лехавот-ха-Башан был атакован отрядом из нескольких десятков местных арабов и боевиков из Сирии. Жители кибуца при поддержке взвода из 3-го батальона «Пальмаха» отстреливались от нападавших до прибытия взвода британских бронеавтомобилей, которое заставило арабов отступить. Ещё одна атака на кибуц состоялась на более позднем этапе Войны за независимость Израиля: с 6 по 9 апреля Лехавот-ха-Башан подвергался миномётному обстрелу, произошли несколько лобовых боестолкновений, но в итоге нападавших удалось отбросить после прибытия взвода «Пальмаха» из кибуца Шамир. В боях с сирийцами погибли двое членов «Пальмаха» и один житель кибуца.
Начиная с 1950-х годов к кибуцу присоединились репатрианты из более чем 30 стран. После осушения озера Хула в 1958 году Лехавот-ха-Башан, как и другие поселения в регионе, получил дополнительные сельскохозяйственные земли. В том же году он подвергся артиллерийскому обстрелу с сирийской стороны границы, при котором были разрушены кибуцная столовая и ряд барачных строений. В эти годы на территории кибуца были прорыты траншеи связи и обустроены блиндажи на случай обстрелов, угроза которых миновала только после Шестидневной войны, когда граница с Сирией была отодвинута на восток.
В 1980-е годы, в ходе экономического кризиса, финансовое положение кибуца ухудшилось, и многие члены его покинули. Только в начале XXI века долги были выплачены и возобновилось строительство жилого фонда.

## Население
По данным Центрального статистического бюро Израиля, население на начало 2020 года составляло 915 человек. По данным переписи населения 2008 года, в кибуце проживало 0,5 тысячи человек, из которых 20 % переехали в него в последние пять лет. Около 30 % жителей составляли дети и подростки в возрасте до 17 лет включительно, 17 % — люди пенсионного возраста (65 лет и старше). Медианный возраст населения составлял 34 года.
92 % жителей в 2008 году были евреями, чуть менее 3/4 населения — уроженцы Израиля, из числа репатриантов более половины прибыли в страну до 1960 года. Из числа жителей в возрасте 15 лет и старше немногим более 50 % состояли в браке, в среднем на замужнюю женщину приходилось 1,9 ребёнка.

## Экономика
Из числа трудоспособного населения кибуца в 2008 году были трудоустроены 97 %, в основном как наёмные работники. Важную роль в экономике Лехавот-ха-Башана играет сельское хозяйство. Полевые культуры занимают площадь 2000 дунамов (200 га), значительная часть этой площади засевается дважды в год. 600 дунамов (60 га) занимают фруктовые плантации, где выращиваются сливы, персики, нектарины, абрикосы и гранаты. В кибуце также выращиваются птица и мясные породы крупного рогатого скота, действует рыбное хозяйство.
Ещё одной важной отраслью хозяйства является индустрия туризма. На территории кибуца выстроен комплекс бунгало и вилл «Нофей ха-Башан», предлагающий отдых с высоким уровнем комфорта. Промышленность представлена фабрикой «Лехавот», производящей оборудование для борьбы с пожарами. В промышленности в 2008 году были заняты 25 % трудоустроенных жителей.
Плотность населения в 2008 году — 0,8 человека на комнату. В большинстве единиц жилья было 3—4 комнаты. В 92 % домохозяйств имелся персональный компьютер, в 78 % домохозяйств — автомобиль (в том числе два и более автомобиля в 41 % домохозяйств). В среднем на домохозяйство приходились 2,9 сотового телефона.